# Аннет-Айленд (аэропорт)
Аэропорт Аннет-Айленд (англ. Annette Island Airport), (ИАТА: ANN, ИКАО: PANT, FAA LID: ANN) — гражданский аэропорт, расположенный на острове Аннет-Айленд (Аляска), США. Аэропорт был основан во время Второй мировой войны как военная авиабаза «Военный аэродром острова Аннетт».

## Инфраструктура
Аэропорт Аннет-Айленд эксплуатирует две взлётно-посадочные полосы:
- 12/30 размерами 2284 x 46 метров и асфальтовым покрытием;
- 2/20 размерами 1740 x 46 метров и гравийным покрытием.